# Samantha Castillo
Samantha Castillo (Los Teques, Miranda; 12 de marzo de 1980) es una actriz de cine y teatro venezolana reconocida por la Academia de Cine de Venezuela como la mejor actriz principal en 2018. Además, en el 2013 ganó el premio a la mejor actriz en el Festival de Cine de Torino en Italia y en el Festival Du Noveau Montreal de Canadá.

## Biografía

### Infancia y adolescencia
Nacida el 12 de marzo de 1980 en Los Teques - Estado Miranda, Venezuela. Es la menor de siete hermanos, hija del telegrafista Omar Castillo y de la maestra Isabel Hernández. En su familia había un antecedente artístico, el artista plástico Manuel Quintana Castillo. El padre de Castillo profesaba un fuerte interés por la literatura que transmitió a su hija más pequeña.
Durante su adolescencia decide entrar en el mundo de las artes y busca especializarse.

### Estudios
En 1997 se inscribe en la Universidad Central de Venezuela y comienza un propedéutico en la facultad de Farmacia, el cual no logra concluir. A finales de ese año empieza a buscar oportunidades de trabajo y entra a Radio Caracas Televisión como extra en las producciones del canal. Fue su primer acercamiento a la actuación y terminó por afianzar su interés por lo escénico.
En 1998 decide inscribirse en el taller Teatro del Actor dictado por el actor de teatro y televisión Sebastián Falco. Al finalizar el taller, Falco le sugirió que estudiara en la Escuela Superior de Arte Escénico Juana Sujo. Así, en enero de 1999 audiciona y entra al nuevo grupo de estudiantes.
En dicha escuela recibió clases de maestros como Roberto Pérez León, Héctor Manrique, Dani Jacomino, Felicia Canetti, José Gabriel Núñez y Orlando Rodríguez, y allí presentó sus primeras obras de teatro y participó en varios festivales universitarios. En el año 2000, se inscribe en los talleres del Grupo Actoral 80.  Allí continua su formación con Gladys Prince y Héctor Manrique, quienes la incorporaron a un elenco de jóvenes actores del grupo. De igual forma se une a El Proyecto Azul, una iniciativa de Gladys Prince por montar obras de teatro infantil. En dicho proyecto conoce a los miembros del grupo Tumbarrancho Teatro, quienes en ese momento también veían clases en el GA80 con Prince, tales como Karin Valecillos, Jesús Carreño y Rober Calzadilla. 
En el 2003 empieza a estudiar en la Escuela de Artes de la Universidad Central de Venezuela y pasa a formar parte del programa de formación de la Compañía Nacional de Teatro. Allí ve clases con las maestras Felicia Canetti y Diana Peñalver, quien le brindó herramientas sobre el método de Jerzy Grotowsky, y Eugenio Barba.
A finales del 2006 se reencuentra con uno de sus maestros del Grupo Actoral 80, Héctor Manrique, el cual la invita a realizar un taller de actuación en Venevision. Al año siguiente, vuelve a trabajar en su carrera como actriz y conoce actores como Juvel Vielma, Daniel Rodríguez Cegarra, Malena González y Angie Prieto. En el 2012 se gradúa como Licenciada en Artes en la Universidad Central de Venezuela.

## Trayectoria artística

### Teatro
En 1998 participa en su primera obra de teatro, El mejor regalo, estrenada en una sala del Teatro Nacional Juvenil y dirigida por Sebastián Falco con el grupo Teatro del Actor y en alianza con la Asociación Venezolana de Padres y Amigos de Niños Excepcionales (AVEPANE) para incorporar al teatro a jóvenes con síndrome de Down.
Dos años después, presentó una adaptación teatral del Diario de Anna Frank dirigida por Dani Jacomino y otras obras como La fábula del insomnio de Joel Cano, Elí dirigida por Pedro Ballesteros y Parábola del desasosiego del dramaturgo español Antonio Moya Zarzuela. Participa en la obra Amor Maternal de August Strindberg. Esta obra fue presentada en el marco del Festival Juvenil Vale Todo organizado por Gustavo Ott en el Teatro San Martín de Caracas. El montaje en este festival recibió premios como la mejor obra y Castillo ganó su primer premio como mejor actriz secundaria. 
Tras haber empezado a hacer talleres con el Grupo Actoral 80, queda seleccionada para interpretar un papel en la obra infantil Isabel sueña con orquídeas de Karin Valecillos, dirigida por Gladys Prince. Por otro lado, en ese mismo año empieza a ensayar un monólogo dirigido por el cubano Roberto Pérez León sobre la cantante La Lupe. Pérez León no pudo continuar con el proyecto y Castillo acude a su compañero Rober Calzadilla para dirigir la obra. En ese entonces se abrieron convocatorias para un Festival Teatral de Monólogos en la Universidad Experimental Pedagógico Libertador, se presentó el montaje de La Lupe y ganó el premio al Mejor Monólogo del festival.
Sigue involucrada con el Grupo Actoral 80 siendo asistente de dirección en varias de sus obras. En 2003 presenta con el grupo Picasso en la Liebre Veloz de Steve Martin dirigida por Héctor Manrique. Simultáneamente Castillo comienza a ver clases con la Compañía Nacional de Teatro donde se presenta como montaje final la obra Testigos una versión de Diana Peñalver de Hamlet de William Shakespeare. 
Regresa a las tablas en el 2006 y presenta una obra infantil con la actriz Norma Monasterios llamada Ópera en cuentos mínimos dirigida por Katty Rubesz. En ese mismo año presenta en el Teatro Nacional de Caracas Hembras, Mito y Café, una creación colectiva dirigida por Jericó Montilla y con la interpretación de varias de sus compañeras del taller de formación de la Compañía Nacional y otras actrices. A partir de aquí comienza a ser colaboradora y asistente de vestuario del grupo Argos Teatro, fundado por Juvel Vielma.
A lo largo de tres años, Samantha Castillo estuvo actuando en diversos montajes de obras infantiles, estudiando en la universidad y trabajando como asistente en diversas obras de teatro. En 2009 vuelve a integrarse al GA80 y se presenta en el remontaje de La cena de los idiotas de Francis Veber dirigida por Héctor Manrique en el Trasnocho Cultural. Más adelante, también con el Grupo Actoral 80 estrena Acto Cultural de José Ignacio Cabrujas. Al año siguiente se reúne con el grupo Tumbarrancho Teatro y estrena Jazmines en el Lídice de Karin Valecillos dirigida por Jesús Carreño. Con esta obra, Castillo ganó diversos premios como el Fernando Gómez, la Mención Honoriﬁca del Premio Marco Antonio Ettedgui y el Premio de la Crítica Avencrit como mejor actriz de reparto. En ese mismo año estrena El matrimonio de Bette y Boo de Christopher Durang dirigida por Héctor Manrique y comienza una gira por Brasil y España con Acto Cultural.
En los siguientes años Samantha Castillo se desempeña regularmente en el campo del cine hasta que en el 2017 decide retomar un viejo personaje: La Lupe. Con el apoyo de varios compañeros de teatro y luego de unos meses buscando un director interesado en el proyecto. Estrenó en 2018 un monólogo titulado Me llaman La Lupe dirigido por Miguel Issa. Este montaje ha sido representado múltiples veces tanto en Venezuela como en otros países de América Latina hasta la actualidad. Por su interpretación de la cantante, Samantha Castillo ganó el Premio Sor Juana Inés de la Cruz en el Fit Monólogos de Water People de 2020.

### Cine
En el 2009 debutó en el cine con la película Libertador Morales, el Justiciero bajo la dirección de Efterpi Charalambidis, donde interpretó un papel breve. No fue hasta 2013 que volvió a la gran pantalla con su participación en la película Pelo Malo dirigida por Mariana Rondón. Esta vez en un papel principal, Castillo interpreta a la madre de Junior, Marta. Una mujer que entra en conflicto con su hijo cuando se entera de que este quiere alisarse el cabello.
Pelo Malo ganó la Concha de Oro en el Festival de Cine de San Sebastián. Por su interpretación en el film, Samantha Castillo fue nominada y galardonada en numerosos festivales de cine en todo el mundo como el Festival de Torino en Italia y el Festival du Nouveau Cinéma Montréal de Canadá. Con esta película Castillo consigue reconocimiento internacional y llama la atención del director de cine italiano Marco Pollini, el cual la convoca a participar en su película Le Badanti donde se cuenta la historia de tres mujeres inmigrantes que luchan para sobrevivir en Italia. Esta película es su primer trabajo cinematográfico a nivel internacional.
En 2014 vuelve a Venezuela y se reencuentra con los integrantes de Tumbarrancho Films en plena producción de la película El Amparo dirigida por Rober Calzadilla y con el guion a cargo de Karin Valecillos. En ella se narran los hechos acontecidos alrededor de la masacre de El Amparo ocurrida en el pueblo con el mismo nombre en octubre de 1988. Aquí Castillo interpreta a la esposa de uno de los hombres asesinados en la masacre y forma parte de un coro de mujeres que exigen respuestas sobre los sucesos acontecidos. El rodaje de esta película requirió que la actriz se movilizara hasta el pueblo de El Yagual donde se llevarían a cabo las grabaciones. Allí permanecieron alrededor de un mes antes del rodaje para adentrarse en el pueblo y conocer los modos de sus habitantes.
Luego de la experiencia de El Amparo, en 2015 Castillo es convocada para representar a la legendaria cantante cubana La Lupe en una película sobre Felipe Pirela llamada El Malquerido dirigida por Diego Risquez, donde compartía pantalla con el cantante Chino Miranda. Este personaje ya había sido abordado por la actriz en montajes de teatro pero era su primera vez interpretándolo en la pantalla grande. Este trabajo le bastó el premio como Mejor Actriz de Reparto en el Festival de Cine de Mérida.
En 2019 participa en el filme Under the Heavens dirigida por el brasileño Gustavo Milan y gana el premio a Mejor Actriz en el First Run Festival, NYU Tisch de Nueva York en 2020 . Ese mismo año, interpreta al personaje de Rita en la película peruana Contactado dirigida por Marité Ugás y producida por su antigua directora de Pelo Malo Mariana Rondón.

## Filmografía
| Año  | Película                          | Director              | Personaje       |
| ---- | --------------------------------- | --------------------- | --------------- |
| 2009 | Libertador Morales, El Justiciero | Efterpi Charalmabidis | Aparición breve |
| 2013 | Pelo Malo                         | Mariana Rondón        | Marta           |
| 2014 | Le Badanti                        | Marco Pollini         | Lola            |
| 2015 | El Malquerido                     | Diego Rísquez         | La Lupe         |
| 2017 | El Amparo                         | Rober Calzadilla      | Yajaira         |
| 2019 | Under the Heavens                 | Gustavo Milan         | Martha          |
| 2020 | Contactado                        | Marité Ugás           | Rita            |

## Obras
| Año  | Obra                               | Autor | Dirección         |
| ---- | ---------------------------------- | --- | ----------------- |
| 1998 | El mejor regalo                    | Sebastián Falco                                                                                             | Sebastián Falco   |
| 2000 | El Diario de Anna Frank            | Adaptación teatral por Dani Jacomino                                                                        | Dani Jacomino     |
| 2000 | Elí                                | Desconocido                                                                                                 | Pedro Ballesteros |
| 2000 | Amor maternal                      | August Strindberg                                                                                           | Pedro Ballesteros |
| 2000 | Isabel sueña con orquídeas         | Karin Valecillos                                                                                            | Gladys Prince     |
| 2001 | Parábola del desasosiego           | Antonio Moya Zarzuela                                                                                       | Dani Jacomino     |
| 2001 | La fabula del insomnio             | Joel Cano                                                                                                   | Pedro Ballesteros |
| 2003 | Picasso en la Liebre Veloz         | Steve Martin                                                                                                | Héctor Manrique   |
| 2005 | Testigos                           | Versión de Diana Peñalver de Hamlet de William Shakespeare                                                  | Diana Peñalver    |
| 2006 | Opera en cuentos mínimos           | Desconocido                                                                                                 | Katty Rubesz      |
| 2006 | Hembras, Mito y Café               | Creación colectiva sobre textos de Marguerite Yourcenar, Carmen Riedeker, Mónica Quintero y Jericó Montilla | Jericó Montilla   |
| 2010 | La cena de los idiotas             | Francis Veber                                                                                               | Héctor Manrique   |
| 2011 | Acto Cultural                      | José Ignacio Cabrujas                                                                                       | Héctor Manrique   |
| 2012 | El matrimonio de Bette y Boo       | Christopher Durang                                                                                          | Héctor Manrique   |
| 2013 | Cinco mujeres con el mismo vestido | Alan Ball                                                                                                   | Héctor Manrique   |
| 2013 | Jazmines en el Lídice              | Karin Valecillos                                                                                            | Jesus Carreño     |
| 2015 | Los Navegaos                       | Isaac Chocrón                                                                                               | Michael Haussman  |
| 2016 | Calaveritas                        | José Alejandro España y Renata Daza                                                                         | Jennifer Gasperi  |
| 2017 | La sed                             | André Gide                                                                                                  | Oswaldo Maccio    |
| 2018 | Me llaman La Lupe                  | Roberto Pérez León                                                                                          | Miguel Issa       |
| 2020 | Sex - Toy                          | Creación colectiva                                                                                          | Oswaldo Maccio    |

## Premios

### Teatro
- Premio Festival Juvenil Vale Todo (2000). Mejor actriz de reparto por Amor maternal.
- Premio Fundación Isaac Chocrón (2013). Mejor actriz de reparto por Jazmines en el Lídice.
- Premio Asociación de Críticos de Venezuela (2013). Mejor actriz de reparto por Jazmines en el Lídice.[22]
- Mención Especial Premio Marco Antonio Ettedgui (2014). Por Cinco mujeres con el mismo vestido.[23]
- Premio de la Crítica Avencrit (2015). Mejor actriz de reparto por Jazmines en el Lídice.[12]
- Premio Fernando Gómez (2017). Mejor actriz de reparto por Jazmines en el Lídice.
- Premio Marco Antonio Ettedgui (2019). Por Me llaman La Lupe.
- Premio Sor Juana Inés de la Cruz en el FIT Monólogos de Water People (2020). Por Me llaman la Lupe.[14]

### Cine
- Festival Du Noveau Montreal-Canadá (2013). Ganadora Mejor Intérprete por Pelo Malo.
- Torino Film Festival de Italia (2013). Ganadora Mejor Actriz por Pelo Malo.
- Premios Platino (2013). Nominada Mejor Actriz por Pelo Malo.
- Premios Fénix (2013). Nominada Mejor Actriz por Pelo Malo.
- Festival de Cine de Mérida (2015). Ganadora Mejor Actriz de Reparto por El Malquerido.
- Premio Municipal de Largometraje "Román Chalbaud" (2015). Ganadora Mejor Actriz de Reparto por El Malquerido.
- Academia de Ciencias y Artes Cinematográﬁcas de Venezuela (2016). Ganadora Mejor Actriz Principal por El Amparo.
- First Run Festival, NYU Tisch. Nueva York (2020). Ganadora Mejor Actriz por Under the Heavens.